# سونیک فایترز
سونیک فایترز (به انگلیسی: Sonic the Fighters) که تحت عنوان سونیک چمپیونشیپ نیز شناخته می‌شود یک بازی مبارزه‌ای سه‌بعدی می‌باشد که توسط سگا ای‌ام۲ توسعه‌یافته و در سال ۱۹۹۶ توسط سگا منتشر گردید.